# Oratory
Oratory är ett portugisiskt power metal-band från Barcelos som grundades 1994.

## Historik
Bandet bildades 1994 och spelade in två demoskivor och en EP innan fullängdsdebuten Illusion Dimensions släpptes 2000 på det tyska skivbolaget Limb Music.
Ursprungligen hade Oratory två vokalister som delade på sången, men år 2001 lämnade den manlige sångaren Marco Alves bandet och man beslöt att fortsätta med enbart sångerskan Ana Lara.
Gruppens andra album, Beyond Earth, spelades in i Black Solaris Studio i tyska Frankfurt am Main och gavs ut 2002. Skivan producerades av Uwe Lulis (Accept, ex-Grave Digger). Textmässigt är det ett konceptalbum som tar sitt ursprung i den portugisiske poeten Luís Vas de Camões bok Os Lusíadas som handlar om upptäcktsresanden Vasco da Gamas resor till Indien. Skivan gavs även ut i Sydkorea 2004, då med en coverversion av The Bangles "Eternal Flame" som bonusspår. Låten finns även med på EP:n Interludium som släpptes 2005. Den innehåller förutom tre nya låtar även ett antal liveupptagningar av tidigare material.
Efter utgivningen av Beyond Earth lämnade trummisen João Rodrigues bandet. Han ersattes av Pedro Cabral.
Oratory upplöstes 2005 och låg sedan vilande till 2022 då man återförenades för ett antal spelningar, huvudsakligen i hemlandet Portugal.

## Medlemmar
- Rui Santos – basgitarr
- Miguel Gomes – gitarr
- António Silva – keyboard
- Ana Lara – sång

## Tidigare medlemmar
- João Rodrigues – trummor
- Pedro Cabral – trummor
- Marco Alves – sång

## Diskografi

### Studioalbum
- Illusion Dimensions (2000)
- Beyond Earth (2002)

### EP
- Last Prophecy (1999)
- Interludium (2005)

### Demo
- Enchantation (1996)
- Sarcastic Soul (1997)